# Komzet
Komzet (rus: Комитет по земельному устройству еврейских трудящихся: КОМЗЕТ) fou el Comitè per a l'Assentament de Jueus que Treballen la Terra de la Unió de Repúbliques Socialistes Soviètiques. L'objectiu principal del Komzet era ajudar la població jueva empobrida i perseguida de la demarcació jueva a adoptar treballs agrícoles. Altres objectius eren aconseguir ajuda financera de la diàspora jueva i proporcionar als jueus soviètics una alternativa al sionisme.

## Funció

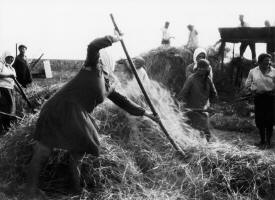
Treball en un kolkhoz d'Ucraïna el 1930

El Komzet era un comitè de govern la funció del qual era contribuir i distribuir la terra per a nous kolkhoz. Una societat pública complementària, l'OZET es va constituir per ajudar a traslladar els pobladors a una nova ubicació, la construcció d'habitatges, el reg i la formació, proporcionant-los eines ramaderes i agrícoles, educació, serveis mèdics i culturals. Els fons s'haurien de proporcionar amb donacions privades, organitzacions benèfiques i bons.

## Història
El Komzet es va fundar el 1921 sota la direcció de Piotr Smidovitx. Entre 1924 i 1926, el Komzet va ajudar a crear kolkhoz jueus en diverses regions, sobretot a la regió de Crimea, Ucraïna i Stàvropol.
Més tard, el 1927, la regió de Birobidjan, a l'extrem oriental rus, es va identificar com un territori adequat per a la vida comunitària dels jueus soviètics. La regió es convertí en la Província Autònoma dels Hebreus, però no va atreure el reassentament massiu esperat. El Komzet va ser abolit el 1938, com a part del procés de desmantellament gairebé totes les institucions nacionals centrals.